# Шамов, Александр Георгиевич
Александр Георгиевич Шамов (29 сентября 1951, Петропавловск, Северо-Казахстанская область, Казахская ССР, СССР — 7 ноября 2020, Казань, Республика Татарстан, Российская Федерация) — советский и российский физикохимик, информатик. Лауреат Государственной премии Республики Татарстан в области науки и техники (2006).

## Биография
Александр Георгиевич Шамов родился 29 сентября 1951 года в Петропавловске Северо-Казахстанской области Казахской ССР. Из семьи журналистов.
Окончив школу с золотой медалью, для получения дальнейшего образования переехал к родственникам в Казань и поступил на химический факультет Казанского государственного университета имени В. И. Ульянова-Ленина, который в 1973 году закончил с отличием. На старших курсах получал именную стипендию имени А. Е. Арбузова, а в свободное от учёбы время занимался научной работой в области органической химии. Во время учёбы также заинтересовался физикой, прослушав курс лекций по квантовой механике и статистической термодинамике, а также сдал соответствующие экзамены на физическом факультете.
После получения образования поступил в аспирантуру под руководством профессора А. И. Коновалова на кафедре органической химии, а затем командирован в Москву — в Научно-исследовательский физико-химический институт имени Л. Я. Карпова, где его научным руководителем стал доктор химических наук М. В. Базилевский. В это время Шамов освоил методы программирования и несколько лет проработал в Центральном научно-исследовательском институте химии и механики, где трудился в отделе профессора Г. К. Клименко, располагавшем вычислительными машинами большой мощности. К этому периоду относятся его первые самостоятельные научные исследования, публикации в ведущих советских и международных журналах по тематике изучения реакций органических соединений с использованием ресурсов электронно-вычислительной техники.
Вернувшись в Казань, с 1976 года работал в Государственном научно-исследовательском институте химических продуктов. В 1981 году назначен начальником Вычислительного центра ГНИИХП, который под его руководством стал одним из лучших подразделений в области вычислительной техники в Казани. В 1994 году по приглашению ректора профессора С. Г. Дьяконова перешёл на работу в Казанский технологический университет, став директором Центра новых информационных технологий, а в 2004 году занял пост начальника управления информатизации. За годы работы подготовил большое количество специалистов, в том числе, восемь докторов наук. В 2006 году вместе со своими коллегами был удостоен Государственной премии Республики Татарстан в области науки и техники за работы в области теоретического и экспериментального изучения строения и реакционной способности C- и O-нитросоединений, а также механизма реакций их получения и термодеструкции.
Проработав в университете 26 лет, пользовался заслуженным авторитетом среди казанских ученых, имел репутацию наиболее компетентного специалиста в области вычислительной техники, тогда как руководимое им учебно-научное подразделение стало известно как одного из ведущих в Казани в области информационных технологий. Будучи «типичным трудоголиком», отличался огромной энергией и трудоспособностью, чувством высокой ответственности за порученное дело, работал круглыми сутками практически без отдыха для достижения необходимого результата. Уделяя большое внимание организационно-технической работе, уделял время и научным исследованиям, находился в курсе новаций в области вычислительной техники, внедрял их в деятельность университета, а также самостоятельно писал программы, используемые не только в университетах Казани, но в ряде российских городов.
Является автором трудов по изучению параметров термического распада нитросоединений. Несмотря на большое количество публикаций, не стал готовить ни кандидатскую, ни докторскую диссертации, считая для себя более важной текущую прикладную работу по решению новых научных проблем. Специализируясь на разработке эффективных методов поиска переходных состояний сложных химических реакций, вместе с Базилевским в 1981 году стал известен как разработчик совершенно нового метода под названием «алгоритм альпиниста», который получил значительное признание в научной среде, упоминается во множестве монографий, статей, учебников. Параллельно с научной работой, увлекался искусством, слыл заядлым театралом, собрал большую библиотеку, а также интересовался историей, в частности, авиацией времён Великой Отечественной войны.
Александр Георгиевич Шамов скончался 7 ноября 2020 года в Казани в возрасте 69 лет. За несколько месяцев до смерти был уволен с должности новым руководством университета, обвинившим его в неудовлетворительной работе. Похоронен на кладбище «Курган».

## Награды
- Государственная премия Республики Татарстан в области науки и техники (2006 год) — за работу «Молекулярная структура и механизмы реакций получения и мономолекулярного распада С- и О-нитросоединений»[14]. Вручена президентом Республики Татарстан М. Ш. Шаймиевым на церемонии в Казанском кремле[15].
- Звание «Почетный работник сферы образования Российской Федерации»[2].